# Zamek Penig
Zamek Penig (niem. Schloss Penig) – zabytkowy zamek w Penig, w Saksonii (Niemcy).
Stary zamek odnotowano w dokumentach z 1356. W tym czasie był własnością burgrabiów von Leisnig. W 1543 porzucona nieruchomość przeszła w ręce rodziny von Schönburgów. Wolf Heinrich I von Schönburg (1605–1657) przekształcił zrujnowany i spalony kompleks w renesansowy zamek. 

## Nowy zamek
Nowy zamek został wbudowany w 1556 i przebudowany w 1790 w stylu  klasycystycznym. 

## Galeria

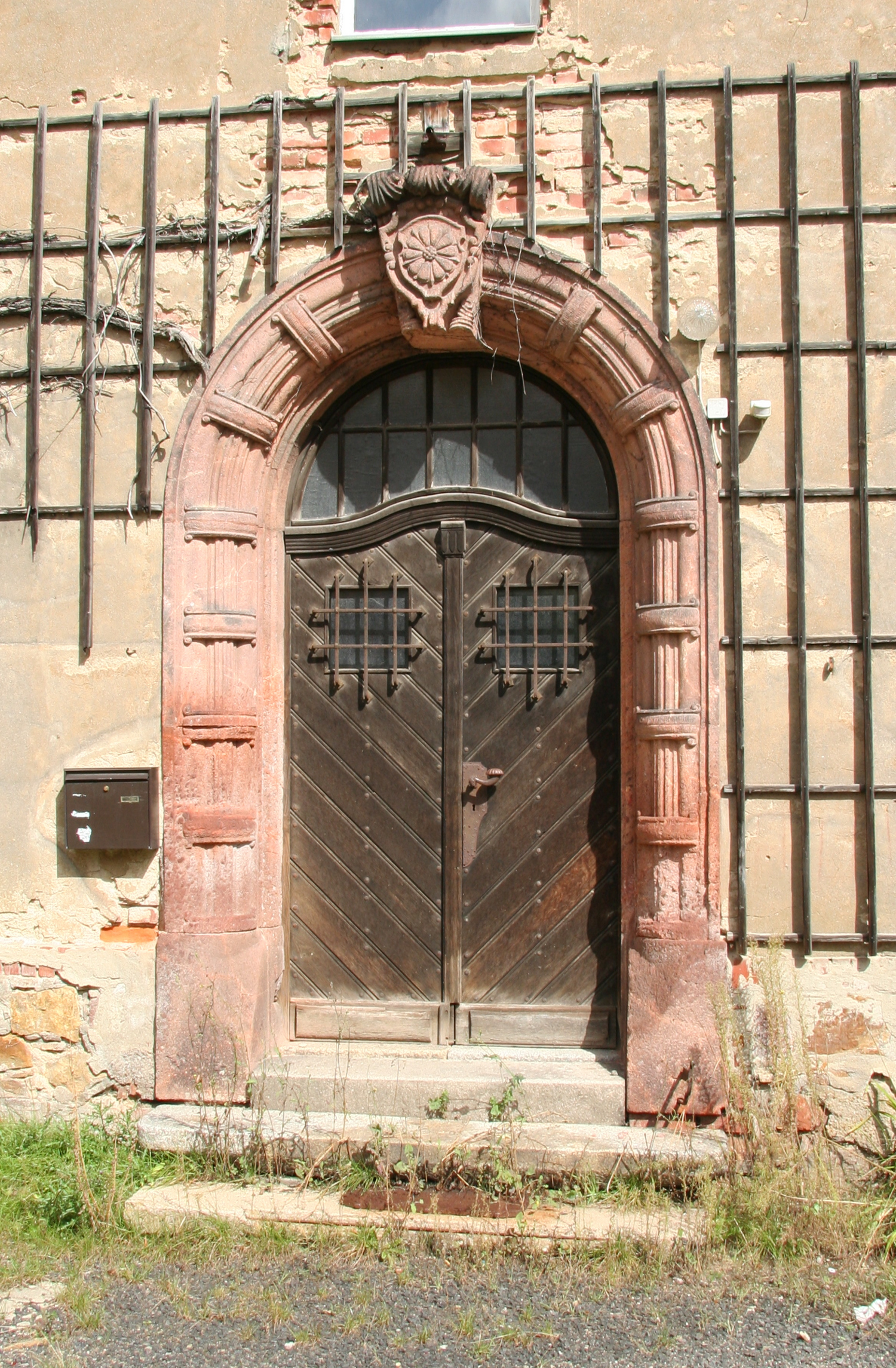
Portal z herbem Altenburg na starym zamku
Herb Altenburgów i miasta Penig
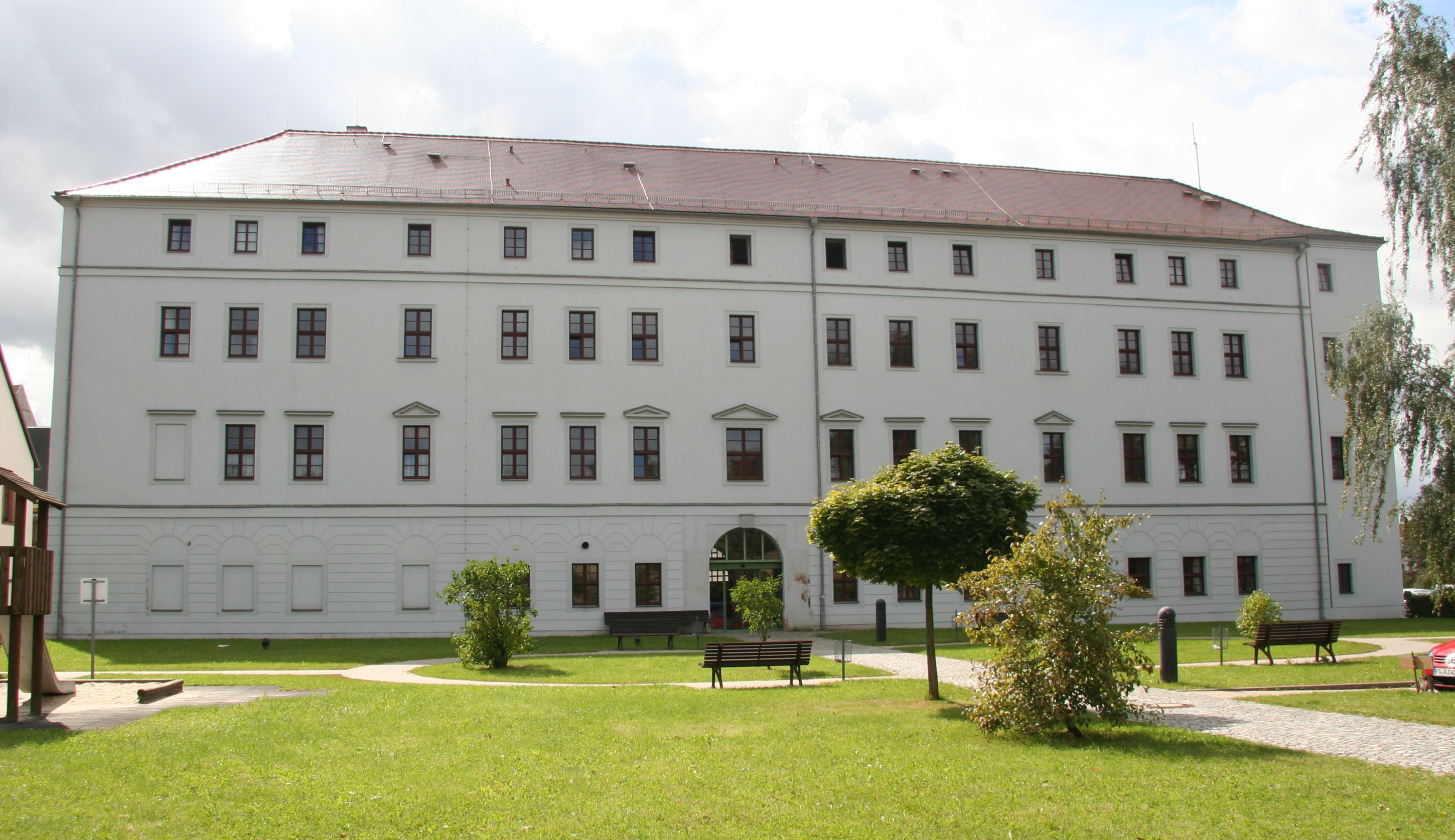
Nowy zamek
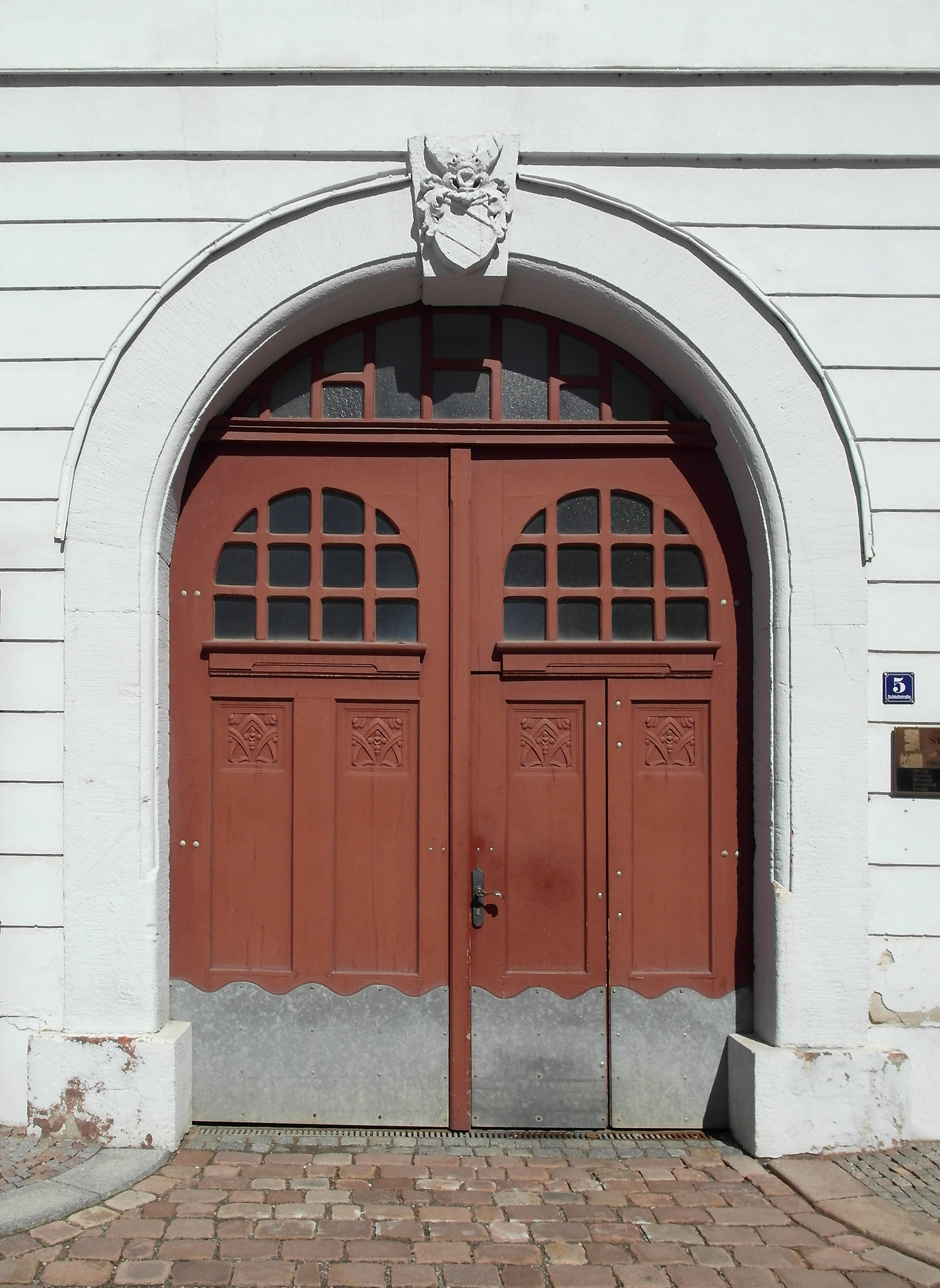
Portal z herbem Schönburg
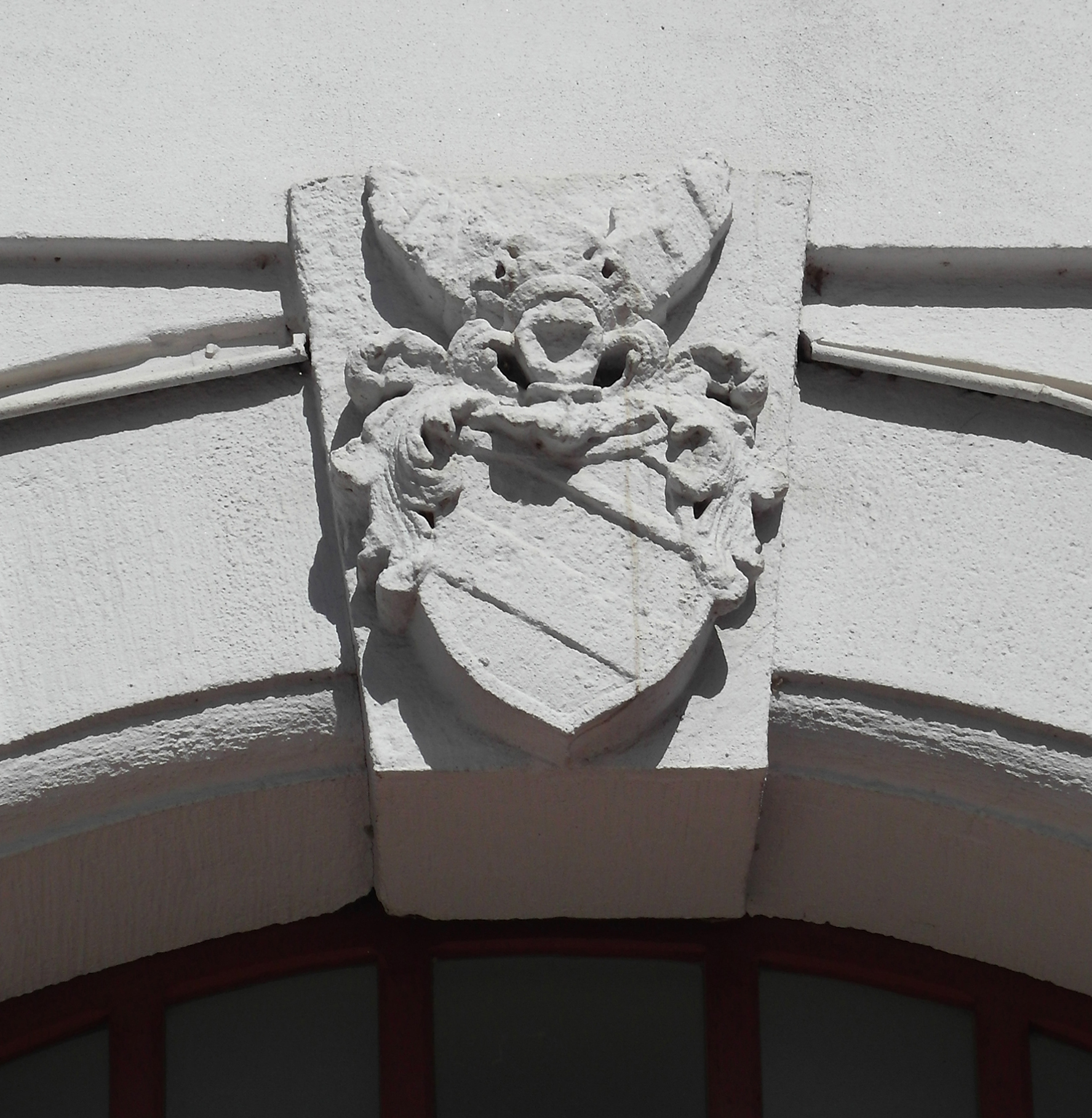
Herb von Schönburg na nowym zamku
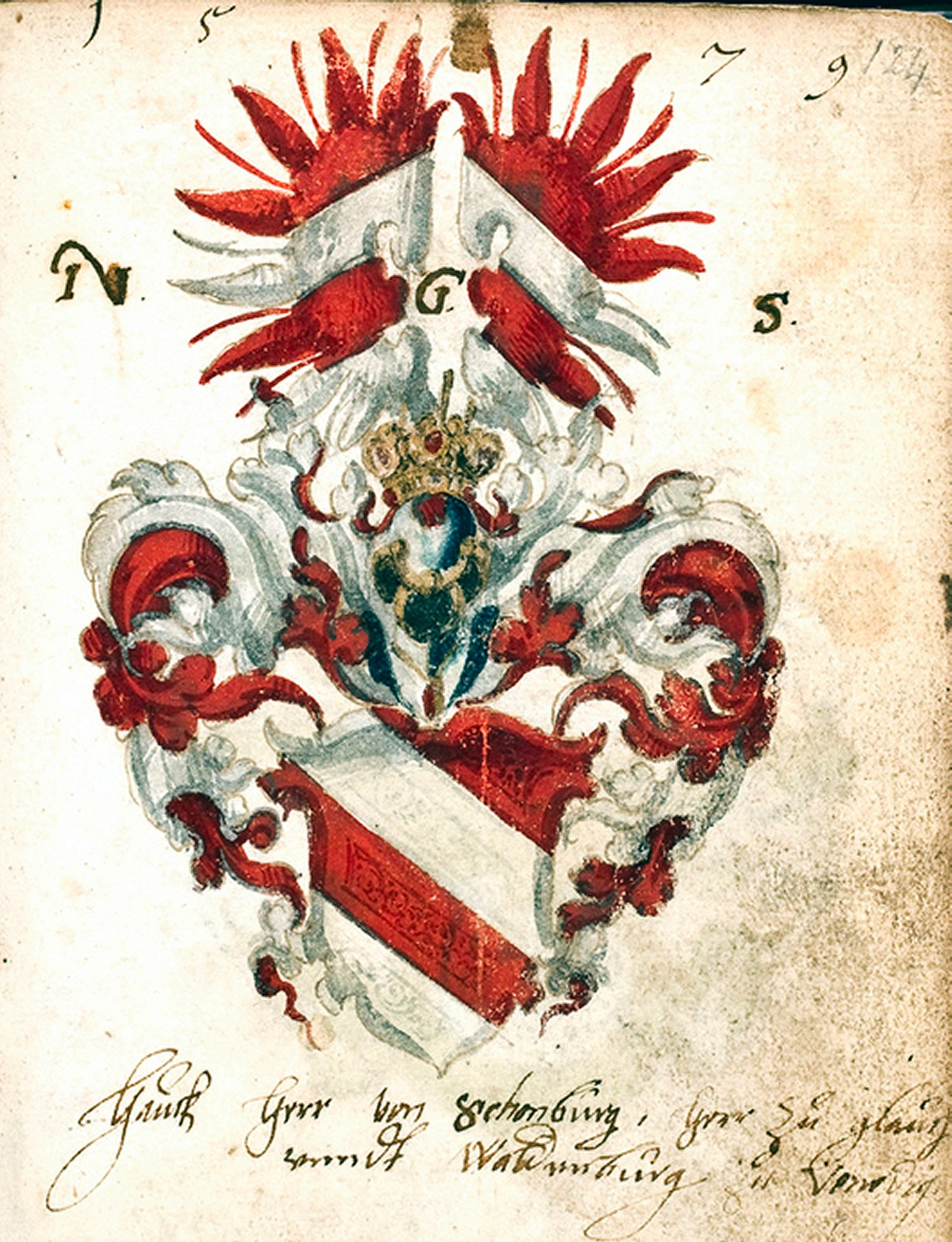
Herb von Schönburg